# 王學敏
王學敏，江西临川县人，明朝政治人物，永樂辛丑進士，官監察御史。

## 生平
永樂十九年（1421年）辛丑科进士。宣德七年（1432年）任监察御史。正統二年（1436年）七月，任行在福建道御史的王學敏，收受巡檢陳永證賄賂，委託行在工部郎中崔鏞薦升其為知縣，事發，被杖一百，枷示各衙門三月，謫戍遼東邊衛。